# Melanie Stansbury
Melanie Ann Stansbury (Farmington, 31 de enero de 1979) es una política y científica estadounidense que se desempeña como miembro de la Cámara de Representantes de los Estados Unidos por el 1.º distrito congresional de Nuevo México desde junio de 2021, después de ganar las elecciones especiales. Anteriormente fue miembro de la Cámara de Representantes de Nuevo México por el distrito 28 desde 2019 a 2021.

## Primeros años y educación
Nació en Farmington, Nuevo México y se crio en Albuquerque. Después de graduarse de Cíbola High School en 1997, obtuvo un bachiller universitario en letras en ecología humana y ciencias naturales de Saint Mary's College de California en 2002. Luego obtuvo una maestría universitaria en ciencias en sociología rural con una especialización en estudios indios americanos de la Universidad Cornell en 2007, donde fue candidata para obtener un doctorado.

## Carrera temprana
Comenzó su carrera como instructora de ecología en el Museo de Historia Natural y Ciencia de Nuevo México. Como becaria de la Casa Blanca, trabajó como asesora de políticas en el Consejo de Calidad Ambiental. Fue consultora en el Laboratorio Nacional de Sandia y luego se desempeñó como examinadora de programas en la Oficina de Administración y Presupuesto durante la presidencia de Barack Obama. Trabajó en el personal del Comité Senatorial de Energía y Recursos Naturales de los Estados Unidos y como asistente de la senadora Maria Cantwell. Desde 2017, ha trabajado como consultora y asesora senior en el Centro de Recursos Transfronterizos de Utton de la Universidad de Nuevo México.
Se postuló sin oposición en las primarias demócratas de 2018 para el distrito 28 de la Cámara de Representantes de Nuevo México. En las elecciones generales, derrotó al titular republicano Jimmie C. Hall, que había ocupado el escaño durante siete mandatos.
Nuevamente no tuvo oposición en las primarias de 2020. Derrotó al republicano Thomas R. Stull y al libertario Robert Vaillancourt en las elecciones generales por un margen de 10 puntos.
En la Cámara, presentó una legislación para mejorar la conservación energética y la gestión del agua del estado. Se desempeñó como vicepresidenta del Comité de Energía, Medio Ambiente y Recursos Naturales.
Tras su renuncia de la legislatura estatal, la Comisión del Condado de Bernalillo nombró a Pamelya Herndon como su reemplazo.

## Cámara de Representantes de los EE. UU.
Después de que Joe Biden anunciara a Deb Haaland como su nominada para secretario del Interior de los Estados Unidos, Stansbury anunció su campaña para la elección especial para ocupar el puesto. En la primera ronda de votación de los miembros del comité demócrata estatal , quedó en segundo lugar después de la senadora estatal Antoinette Sedillo López y automáticamente avanzó a la segunda vuelta. En la segunda ronda de votación, derrotó por poco a Sedillo López por seis votos. Como ningún republicano había representado al distrito desde 2009, The Santa Fe New Mexican la etiquetó como «la gran favorita.»
Derrotó al senador estatal Mark Moores y al ex comisionado de Tierras Públicas de Nuevo México Aubrey Dunn Jr. en las elecciones del 1 de junio de forma aplastante. Su margen de victoria fue mayor que la victoria de 23 puntos del presidente Biden en el distrito en 2020.

## Posiciones políticas
En un cuestionario creado por el Comité Progresista Adelante, prometió el apoyo de Medicare para todos legislación, una prohibición federal para el uso de armas de asalto, el movimiento para que Washington D. C. se convierta en un estado, la cancelación de la deuda de préstamos estudiantiles, la legalización federal de la marihuana, así como otras políticas progresistas.Fue respaldada por el grupo a favor de los derechos al aborto Voteprochoice.